# Apium australe
Apium australe là một loài thực vật có hoa trong họ Hoa tán. Loài này được Thouars mô tả khoa học đầu tiên năm 1808.